# Belmont-Broye
Belmont-Broye (toponimo francese) è un comune svizzero di 5 425 abitanti del Canton Friburgo, nel distretto della Broye.

## Geografia fisica
Appartiene alla zona friburghese della Broye.

## Storia
Il comune di Belmont-Broye è stato istituito il 1º gennaio 2016 con la fusione dei comuni soppressi di Domdidier, Dompierre, Léchelles (che a sua volta nel 1994 aveva inglobato il comune soppresso di Chandon) e Russy; capoluogo comunale è Domdidier.

## Geografia antropica

### Frazioni
Le frazioni di Belmont-Broye sono:
- Domdidier[3]
  - Eissy
  - Granges-Rothey
- Dompierre[4]
- Léchelles[5]
  - Chandon[6]
- Russy[7]

## Infrastrutture e trasporti
Belmont-Broye è servito dalle stazioni di Domdidier, di Dompierre e di Léchelles sulla ferrovia Palézieux-Lyss.